# Озрен (Босна и Херцеговина)
Озрен је планина у Републици Српској, на сјеверу Босне и Херцеговине, у појасу нижих планина. Смјештена је између ријеке Босне на западу и ријеке Спрече на сјеверу. На југу се протеже уз ријеку Кривају и спаја се са планином Коњух, док се источни обронци спуштају на Модрачко језеро. Географски простор Озрена је подјељен између ентитета Републике Српске и Федерације Босне и Херцеговине.
Дио планине у Српској се налази на подручју града Добоја и општине Петрово, а дио у Федерацији на подручју општина Маглај, Завидовићи, Лукавац и Грачаница. Највиши врх планине се налази на подручју града Добоја, у Републици Српској.

## Име
Према легенди босанска краљица Катарина Косача Котроманић је, попевши се на врх Озрена, одушевљена љепотом крајолика, рекла: „Мили Боже, лијепа обазарја”. Тако је од ријечи обазарје која има исто значење као и озарен, настао назив Озрен.

## Историја
Почетак настањивања Озрена, Возуће и Гостовића крије се далеко у вјековима. Прве писане вијести су тек из 16. вијека. Друга врста споменика су материјални остаци, који до сада нису озбиљније археолошки истраживани.
Несумњиво је да је у предисторијско и средњовјековно доба овдје било живота, као што је то било у сусједству, преко ријеке Босне и Спрече (локалитети Нови Шехер и околина Добоја). Крај обилује многим градинама, што упућује на предисторијске трагове; такође је много и црквина, а што опет казује да је ријеч о остацима из римског доба.
У селу Градина, један локалитет се зове Црквина, а вис у непосредној близини Градић, заселак села Боровци се, такође, зове Црквина. На једном од брда изнад Стога су остаци утврђења Града (Градине), непосредно под Градом је Пазариште, а близу су и Каурско брдо и Градац.
У Гостовићу је Каурско гумно, а поред Грабовачког потока Градина; мјесто у селу Кућице зове се Старо Градиште, а ту је, такође, вис Градац.
Многе су старине овога краја за које се може рећи да су из Средњег вијека; то су, углавном, гробља са стећцима. Само је на једном стећку (Село Бановићи) сачуван натпис.
Стећке, као свједоке тога времена, налазимо на цијелом простору Озрена, Возуће и Гостовића. Народ их обично зове „мрамор”, а приписује их Грцима, Јеврејима или дивовима.
Вјерује се да је Грке из ових крајева отјерала дугогодишња зима. Оваквих гробаља има у селу Бакотићу, на Ђералском брду их је већи број, има их у Доњој Пакленици на више мјеста, налазимо их у Шеварлијама, затим код школе у Доњем Раковцу, на молитвишту у Горњој Бријесници, на Поцјелову, у Гостовићу и још на многим другим локалитетима.
Да имена појединих насеља овога краја потичу из далеке прошлости говори нам назив врела Перун испод планине Озрен, који је, по свему судећи, преузет из старословенске митологије. Два насеља испод сјеверне падине Озрена зову се Какмуж и Бољанић, оба назива постоје у источној Херцеговини, што највјероватније упућује на стари завичај овдашњег становништва.
У долини Криваје, у насељу Хрге, нађени су бронзани предмети, којима се потврђује да су још у прадавна времена ови простори били насељени становништвом са високим степеном материјалне културе. Много је предања и легенди, које предио везује за старине. Такво је и предање о имену планине Клек у Гостовићу, које се доводи у везу са временом чувене Марије Терезије.
Легенда, наиме, говори да је таква валичина, као што је аустријска царица клекла задивљена љепотом крајолика, и тако оста Клек. И назив планине Удрим потиче из предсловенског доба.
Прве поуздане вијести о приликама у овоме крају су из 16. вијека. Године 1503. у турско-угарском уговору о миру помиње се Маглај, као важније утврђење на турској страни, из чега се може закључити да је Маглај, као град постојао и раније. Од тада, Маглај се помиње као важније мјесто и управно средиште.
Из поменутога времена су и прве вијести о маглајским Србима. Фердинанд I Хабзбуршки, као угарски краљ, спремао се 1529. године за рат против Турака, те је тражио ослонац код домаћих народних вођа да се и они дигну, обећавајући им награду. Тако је он тада писао и Жарку од Маглаја, и Јурашину од Жепча, и неком војводи Хасану. Да ли су Жарко и његови Срби били потомци каквих скорашњих досељеника, које су тек довели Турци, или су били представници старог, аутохтоног становништва, о томе се поуздано не може ништа рећи.
Срби су у 16. вијеку у овом крају били многобројнији и напредни, те у другој половини вијека подижу манастир Озрен, а у његовој даљој околини и манастире Возућица и Гостовић. У натпису о грађењу манастира Озрен 1587. године сачувано је име попа Јакова, који је био од племена Марића, о којима, иначе, нема више трагова. Срба из 16. вијека временом је нестајало; исељавани су и страдали у епидемијама и ратовима, а на њихова мјеста су долазили други, тако да међу данашњим становницима највјероватније уопште нема старосједилаца.
Мало је вијести о збивањима из 17. вијека, али их ипак има, а оне нам говоре о тадашњим етничким приликама. Године 1609. довршено је живописање манастира Озрен, што је веома скуп посао, а то свједочи да је крај тада био богат и напредан. Манастир је, заједно са цијелом околином, живио у благостању до аустроугарског рата 1683—1699. године, који ће тешко погодити цијели крај. Из тог времена је помен на род Комненовића, који је одселио у Топлу (Бока), гдје је стигао преко Бањана.
Значајан утицај на националну структуру имали су и аустро-турски ратови 1716—1718. и 1736—1739. године. Током ових ратова Аустријанци су два пута освајали Маглај. Најзначајнија епизода у рату 1683—1699. године била је провала аустријске војске под принцом Еугеном Савојским долином Босне до Сарајева 1697. године. Повлачењем из Босне, принц је са собом повео многе католике, који су полагали велике наде у успјех аустријске војске и помагали је, те су се тиме замјерили Турцима.
Мањих сеоба из Босне било је већ почетком поменутих ратова, а текле су према Далмацији, Славонији, Срему и Бачкој. Сеобом из 1697. године католика из долине Босне је, углавном, нестало (остала је само једна породица Антоловића на Вису изнад Бакотића). Вијести из тога времена су ријетке и штуре, али судећи по чињеници да су страдали многи манастири, како православни, тако и католички, на ширем простору, може се без сумње рећи да је ријеч о тешком и нестабилном периоду. Док се број хришћана, уопште, смањивао, број муслимана се осјетно повећавао. Пошто је Турска изгубила Угарску и Славонију, из тих земаља муслимани су се повлачили у Босну, а многи од њих су населили села око ријеке Босне, Криваје и Спрече.
Једини поуздан податак из тога доба је о селу Маглајани и Лијевче пољу, које се помиње под тим именом 1718. године. По једном опису Босне из 1716—1718. године Маглај је невелика тврђава и има пограђе од око 50 кућа, на планини Озрену је истоимени манастир, планина је густо насељена и то углавном православним живљем, а помињу се и манастири Возућа и Гостовић.
Током 17. вијека, а послије поменутих ратова, није било већих ратних страдања, али су епидемије куге затирале многа огњишта. Босну је куга у 18. вијеку походила неколико пута. Народно предање говори да су Српска Рјечица и Трбук прије куге била муслиманска насеља, а да су муслимани из Доње Пакленице одселили у село Шије, преко ријеке Босне. Тада је, вјероватно, страдало и српско становништво на Озрену, неки су се одселили, а неки помрли, али ипак није дошло до нарушавања етничке структуре, јер су и новонасељени били православци из Старе Херцеговине. Међу озренским Србима уопште нема старосједилаца, ријетки су родови, који о себи и мисле да су странци, а њихове тврдње су нејасне. И најбоље очувана предања о поријеклу не сежу дубље од 18. вијека.

### Манастири на Озрену
Манастир у Возућој се у писаним изворима први пут јавља 1617. године, а из тог времена је, с обзиром на начин градње, вјероватно и манастир Гостовић. Пошто манастир Возућа датира из прве половине 17. вијека, за очекивати је да је у то доба у његовој околини било и већих насеља.
Из тог времена је и легенда о Клисур Војводи, чије име се везује за горе и тјеснаце Возуће и Гостовића, и о његова два сина Жеравици и Пламеници, који су туда четовали, пресретали Турке, бранили слабе и нејач, а често долазили у сукоб са придошлицама због дјевојака.
С обзиром да су по стилу и начину градње овдашњи манастири веома слични, њихов настанак везује се за српског краља Драгутина Немањића, тадашњег владара Жупе Усора и Соли. Иако је у народу остало ово тумачење, постоји велика вјероватноћа да су мит о Немањићима донијели са собом досељеници из Старе Херцеговине.
Послије 1628. године нема никаквих помена о Возућој све до почетка 18. вијека. У то вријеме је живјело у манастиру у Возућој много калуђера, који су обрађивали много земље. Њихов посјед сачињавала су насеља Возућа, Миљевићи, Вуковине и Осјечани. У Осјечане су доселили муслимани, у Вуковинама су, такође, живјели муслимани, али послије куге су се населили православци. Становници тих села су рано прешли на ислам да би се ослободили намета.
Послије пропасти манастира, манастирска земља је неко вријеме била без господара, док је није присвојио Сефер-паша из Црне Ријеке, а потом је дошла у руке Осман-паше Градашчевића, а затим је 1891. године била продана сарајевским агама Ћомари и Софтићу.
Госотовићки манастир и живот око њега су помињани још 1716—1718. године. Убрзо иза тога манастир је пропао, што је вјероватно била последица крупнијих промјена у Османском царству крајем 17. вијека и почетком 18. вијека и великих страдања, која су тада задесила хришћане у Босни.
Последње српско становништво Озрена, Возуће и Гостовића углавном се населило из Херцеговине и Црне Горе. То је, углавном, тачно, ако се и за досељенике из Врховине (околина Јајца и Котор Вароши) узме да су старином Херцеговци и Црногорци. Тих досељеника има на западним падинама Озрена.
Манастир Светог Николе на Озрену је центар вјерског и духовног живота Срба у сливу средњег тока ријеке Спрече и подручја планине Озрен. Први писани податак о садашњој цркви манастира Озрен потиче из 1587. године. Радови на грађи ове цркве, која по својим архитектонским особинама припада шеснаестом вијеку, почели су вјероватно послије 1557. године када је, доласком патријарха Макарија Соколовића на престо српске патријаршије у Пећи, успостављено нормално организационо стање у српској цркви и почела обнова цркава и манастира.

### Становништво Озрена и њихово поријекло
Географска цјелина Озрена, је административо и територијално подијељена у оквирима предратних општина: Добој, Грачаница, Лукавац, Бановићи, Завидовићи и Маглај.
Након што је опустио манастир Возућа, нестало је и православног живља из његове околине, а на његово мјесто су се досељавали муслимани из тузланског краја (у села Доња Госовица, Рибница и Осјечани). Ово је условило крупне промјене; некадашња православна манастирска села Осјечани и Вуковине постала су у цјелости муслиманска. Православце су из Госовице, такође, протјерали муслимани, а они пријеђоше у Баре. У насељу Кућице (Гостовић) такође су се населили прогнаници из Возуће. На Капетановом брду, са десне стране Криваје, досељавали су се православци из Подкочарина у Возућој.
Док су се једни селили, други су долазили, тако да је у Возућој и ближој околини било досељеника из Херцеговине и Бање Луке. Село Предрази је прије куге, послије које су остале само двије куће, било муслиманско, па су аге и бегови у опустјело село насељавали православце са свих страна. У Возућој се одржало и нешто старога становништва.
Напуштање и рушење манастира Гостовић није било нити посљедица, нити узрок расељавања, нити је пореметило структуру становништва, као што је био случај са Возућом.
Православно становништво се одржало и ојачало новим досељеницима из Херцеговине и других области. Временом је досељеника било све више, па су превладали гостовићким простором.
Родови поријеклом из Црне Горе и Херцеговине чинили су више од половине укупног становништва Озрена, Возуће и Гостовића, мада нису сви директно овамо долазили, него послије краћег или нешто дужег задржавања на другим просторима.
Релативном удаљавању од старозавичајних обичаја кумовала је већа удаљеност, као и досељавање у мањим групама и у дужем временском раздобљу. Сасвим мало се зна о животу ранијег српског становништва, као и шта су садашњи Озренци, Возућани и Гостовићани могли да наслиједе од њих.
Из турског доба познати су и путни правци (друмови), који су пресијецали овај крај. Свакако је од највећег значаја онај, што је, избјегавајући долину Босне, ишао до Сарајева, преко Вареша, поред манастира Гостовића и Возуће, и даље, преко Пурачића, Мосоровца за Тузлу. Други значајни пут водио је из Маглаја, преко Крчмарице, за Грачаницу, одакле се један правац одвајао, преко Мичијевића и Милина Села, за Пурачић. Постојао је, такође, и пут уз Раковачку ријеку, преко Омерове воде и Тумара, за Тузлу.
Значајно је поменути и двије школе, и то у Возућој, која је, залагањем попа Серафијана Стакића, почела са радом 1856. године. Заузимањем попа Јефте Благојевића, уз обновљену манастирску цркву, изграђена је и школска зграда 1857. године. Школа је потом пренесена у Хрге, која је касније прерасла у возућку основну школу.
Друга школа је била при манастиру Озрен, а почела је са радом 1856. године. Први учитељ у њој био је Данило Благојевић. Дуго година школа је била једино мјесто гдје су Озренци стицали писменост и образовање. Данас се широм свијета налазе многи познати и успјешни озренци. Познато је да је и велики број озренаца колонизовао Војводину и Славонију. Познати су такође озренци у Борову Селу, Дероњама. Данас се велики број озренаца налази у Брчком, Бијељини и Зворнику. Довољно је поменути неке од њих: Вук Перушић, Радислав Максимовић, Немања Спасојевић, Милан Станкић, др Митар Перушић и други.

### Озрен послије завршетка Турске владавине
Одмах по престанку турске владавине 1878. године, развој цијеле Босне кренуо је у другом правцу. И код озренских, возућких и гостовићких Срба почеле су се уочавати крупне промјене, што је имало за посљедицу и слабљење њиховог етничког јединства. Изградња нових путева, а посебно пруга долинама Босне, Спрече и Криваје довела је до наглих промјена у животу и раду локалног становништва. Дотадашње сточарско-ратарско становништво почело се запошљавати по тек основаним фирмама у Добоју, Маглају, Завидовићима, Грачаници итд. Настало је нагло спуштање породица из брда у поља, ближе комуникацијама, тако да су поред путева настали низови кућа и многи нови засеоци у пољима, а посебно око жељезничких станица. Почела је и индустријска експлоатација шума, а њу је пратило подизање погона за прераду дрвета у Завидовићима и Маглају. Отворени су и каменоломи у Липцу и Шеварлијама, а у Петрову први рудник.
У то немирно доба овдашњи Срби су позивани у разне армије, у које су се, хтјели или не хтјели, морали одазивати, али су, ипак, смогли снаге и начина да учествују и у балканском и Првом свјетском рату. Тако је на пробоју Солунског фронта учествовало око 400 Озренаца, Возућана и Гостовићана.
На демографске прилике битно је утицао и природни прираштај становништва. На првом мјесту су се дијелиле породичне задруге, те су једни остајали на очевинама, а други су се сасељавали крај путева и пруга, а са друге стране, пораст становништва у старим селима утицало је на потребу градње цркава, па су тако ницале нове цркве у Бочињи, Бољанићу, Тумарама, Стогу и Пурачићу. Њима треба додати и цркве у Добоју, Грачаници, Завидовићима, Жепчу и Тузли, које је посјећивало становништво околних села. Тако су цркве овдашњих манастира престале да имају ону улогу, коју су имале у животу Срба у турско доба. Манастири више нису били средишта окупљања локалног становништва. Утицај вјере и цркве у народном животу је слабио. Саобраћај људи и добара долином ријека углавном је обилазио некадашње центре, па су стари путеви зарастали и губили сваки значај. Те промјене су имале за посљедицу да се већ крајем 19. вијека почело разбијати и административно јединство овог простора, што се нарочито пробудило и појачало пред Други свјетски рат. Тако је цијели крај већ у Аустроугарско доба био подијељен на четири среза: добојски, тузлански, маглајски и зенички.
Ова се подјела још више пробудила подјелом на општине послије Другог свјетског рата. Те промјене су утицале на распадање етничког јединства овдашњих Срба. Прво се то очитавало у ношњи, обичајима, а послије у свему ономе, што је становништво на овоме простору вјековима чинило једним и посебним. Од тада овај народ има само једно заједничко, а то је невоља, која га само она чини јединственим.

## Врхови
- Велика Остравица (918 м), општина Петрово, највиши врх.[2]
- Краљица (883 м), општина Петрово.[2]
- Мала Остравица (853 м), општина Петрово.[2]
- Гостиљ (773 м), општина Добој, проглашено за Заштићену зону Гостиљ крајем децембра 2021. године.[3]

### Краљица
На врху Краљица се налази споменик посвећен погинулим војницима Војске Републике Српске, који су страдали 7. септембра 1995. током НАТО бомбардовања.

## Манастир Озрен
Планина Озрен је позната по манастиру Српске православне цркве посвећеном Светом Николи, који се назива и манастир Озрен.

## Озренски маратон
Општина Петрово свака године традиционално организује Озренски планинарски маратон чији је медијски покровитељ Радио-телевизија Републике Српске. Маратон се одржава првог викенда мјесеца јуна а вече прије старта одржава се такмичење у спремању најбољег котлића. Домаћин маратона је Планинарско друштво „Озрен-Краљица 883” Петрово.

## Презентација у Музеју у Добоју
У природњачком одјељењу Музеја у Добоју од 2022.године дио сталне поставке је и дио презентације посвећен планини Озрен и њеним ендемским, ријетким, заштићеним и угроженим врстама. Идентификоване су сљедеће врсте у тим категоријама а то су (едукативна табла Музеја у Добоју):
| ФЛОРА                              | ФАУНА        |
| ---------------------------------- | ------------ |
| Горски јавор (Acer pseudoplatamix) | Дивља мачка  |
| Дивља јабука (Malus sylvestris)    | Твор         |
| Дивља крушка (Pyrus pyraster)      | Куна бјелица |
| Дивља трешња (Prunus avison)       | Куна златица |
| Брекиња (Sorbus torminalis)        | Јазавац      |
| Јаребика (Sorbus aucuparia)        | Црна жуна    |
| Сива јоха                          | Кркуша       |
| Божиковина (Aquifoliaceae)         | Кленић       |
| Црвена зова (Sambucus racemosa)    | Поточни рак  |
| Трава ива                          |              |
| Црвена лисичина                    |              |
| Благајев ликовац                   |              |
| Веприна меколисна                  |              |

Од фауне у музеју је заступљен мањи дио примјерака сувих и мокрих препарата. Музејском поставком доминира суви препарат вука, колекција водоземаца, гмизаваца и риба.
Стручни кадар Музеја у Добоју је дао велики допринос очувању културног, историјског и природног насљеђа планине Озрен. Посебно се издвајају рад на проглашењу бербе траве Иве дио нематеријалног наслијеђа Унеска и Заштићене зоне Гостиљ.